# Aspidopterys cordata
Aspidopterys cordata är en tvåhjärtbladig växtart som först beskrevs av Heyne och Nathaniel Wallich, och fick sitt nu gällande namn av Adrien Henri Laurent de Jussieu. Aspidopterys cordata ingår i släktet Aspidopterys och familjen Malpighiaceae. Utöver nominatformen finns också underarten A. c. vermae.

## Bildgalleri

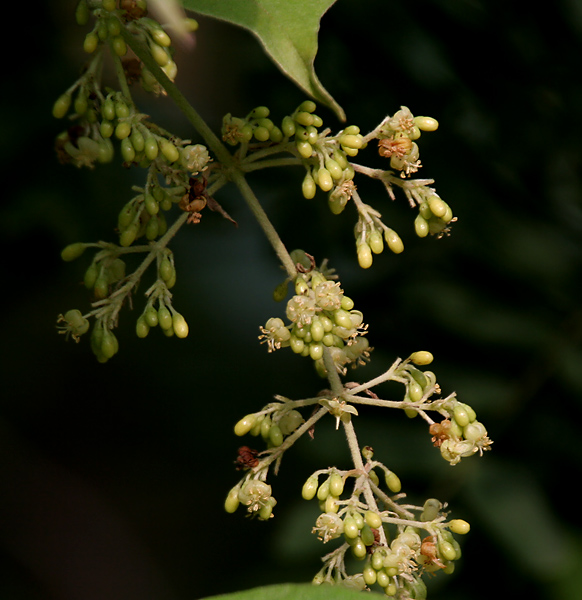
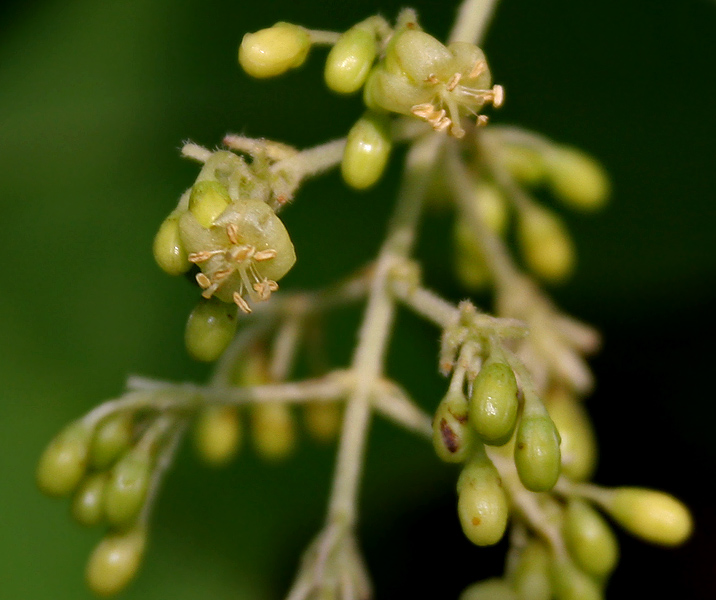
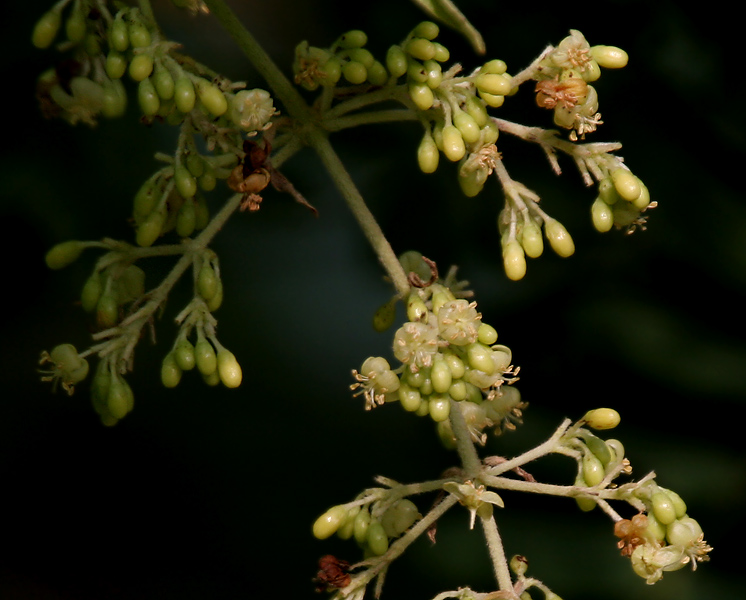